# Straight Ahead
Straight Ahead is een nummer van de Amerikaanse band Kool & The Gang uit 1984. Het is de eerste single van hun vijftiende studioalbum In the Heart.
Het vrolijke soulnummer met disco-invloeden flopte in Amerika, maar werd wel een hit in het Verenigd Koninkrijk en het Nederlandse taalgebied. In de Nederlandse Top 40 haalde het de 11e positie, en in de Vlaamse Radio 2 Top 30 was het goed voor een 18e positie.